# Epoka gustawiańska
Epoka gustawiańska – okres w historii Szwecji, gdy królem był Gustaw III (1772-1792) i Gustaw IV Adolf (1792-1809).
Jest to jedna z najbarwniejszych epok w historii Szwecji ponieważ król interesował się modą, kulturą, sztuką. Nie był to jednak okres potęgi Szwecji, który przypada na lata 1611-1721, na okres panowania króla Karola XI, Karola XII i Karola XIII. W 1772 roku po objęciu władzy po bezkrwawym przewrocie, Gustaw III zyskał władzę absolutną i zainicjował program reform, a mianowicie odebrał przywileje szlachcie i zainwestował w politykę zagraniczną sporo pieniędzy. Gustaw III został śmiertelnie raniony z pistoletu na balu maskowym. Zbrodnia ta stała się natchnieniem dla Giuseppe Verdiego do napisania opery Bal maskowy. Królobójca był przed skazaniem na śmierć 3 dni chłostany przez poddanych. Za panowania Jego syna Gustawa IV, Szwecja uczestniczyła w wojnach napoleońskich oraz w wyniku wojny z Rosją straciła zwierzchność nad Finlandią.

## Moda, kultura i sztuka
W połowie XVIII wieku wykształcił się styl klasycystyczny odwołujący się do starożytności i greckiej kultury. Gustaw III odwoływał się do myśli oświecenia i stylu francuskiego tamtej epoki. Moda tego okresu nazywana była modą stylu gustawiańskiego. Kolory dominujące w stylu, to kolor szary i szare błękity. W niezamożnym państwie zarówno eleganckie, jak i zwyczajne sprzęty robiono z drewna sosnowego. Marmur znajdował się na deskach blatów i komód. Wynaleziono wtedy rozkładane stoły i szuflady ukryte pod blatami.
Wnętrza gustawiańskich pomieszczeń charakteryzuje skromność oraz umiar. Meble pokrywano grubym płótnem, w paski albo kratki. W gustawiańskiej aranżacji wnętrz zawsze znajdowało się krzesło z owalnym oparciem. Meble pomalowane były farbą, na biało, wytapicerowane i ozdabione. Wzory mebli były upraszczane tak, jak to miało to miejsce we Francji na początku klasycyzmu i u schyłku rokoko. W 1778 roku Gustaw III wprowadził styl dworski wzorowany na stylu francuskim mający na celu zapobieżenie hołdowaniu modzie. Popularne było, w tym okresie, spotykanie się w oberżach.